# Taraxacum latisectum
Taraxacum latisectum é uma espécie de planta com flor pertencente à família Asteraceae. 
A autoridade científica da espécie é H.Lindb., tendo sido publicada em Acta Societatis pro Fauna et Flora Fennica 29 (9): 26. 1907.

## Portugal
Trata-se de uma espécie presente no território português, nomeadamente no Arquipélago dos Açores.
Em termos de naturalidade é nativa da região atrás indicada.

## Protecção
Não se encontra protegida por legislação portuguesa ou da Comunidade Europeia.